# Iblul-El
Iblul-El (Iblul-Il) va ser rei de Mari, una ciutat-estat de Mesopotàmia per on circulava tot el comerç de la zona, en una data incerta, però potser cap al 2420 aC.
Un rei amb el mateix nom apareix a la llista de reis antics uns cent o dos-cents anys abans, però podria tractar-se en realitat del mateix sobirà, mal ubicat en aquesta llista. Era contemporani d'Igrish-Halam d'Ebla, i el seu nom apareix als arxius d'aquest regne. Estava casat amb una princesa anomenada Baba i portava el títol de rei de Mari i d'Abarsal.
Per una carta d'Enna-Dagan rei de Mari, conservada a les Tauletes d'Ebla es coneixen les seves campanyes militars: va destruir les ciutats de Galalaneni i una altra que no es llegeix, i el ganum de NL (?). Va devastar la ciutat de Zakhiran. Va sortir en expedició des de Nerat i des de la fortalesa de Khazuwan i va rebre el tribut d'Ebla a Mane. Va devastar Emar, Nakhal, Nubar i Shadad i els territoris de Gashar i de Ganane; per segona vegada va destruir la ciutat de Barama i les d'Aburu i Tibular al territori de Blan.
Pel que s'ha deduït d'aquesta carta, el control econòmic que Ebla tenia sobre el territori va ser qüestionat pels regnes propers, especialment per Mari, que va estendre el seu poder econòmic i polític a tot el curs mitjà de l'Eufrates. Mari controlava una gran extensió del territori i de les xarxes comercials, i també els productes que des de Síria anaven a Mesopotàmia i a l'inrevés.
A Iblul-El el va succeir Nizi.